# Karl-Theodor zu Guttenberg
Karl-Theodor Maria Nikolaus Johann Jacob Philipp Franz Joseph Sylvester zu Guttenberg (n. 5 decembrie 1971, München, RFG) este un baron german și politician bavarez (Uniunea Creștin-Socială din Bavaria, CSU). Face parte din familia nobilă franconă zu Guttenberg, atestată încă din 1149, cu reședința în Guttenberg (Oberfranken). A fost membru al parlamentului german Bundestag.
Între 28 octombrie 2009 și 1 martie 2011 a fost ministru al apărării în  al doilea cabinet (legislatură) condus de Angela Merkel, după ce în același an devenise ministru al economiei, în urma demisiei lui Michael Glos.

## Acuzația de plagiat
Zu Guttenberg a fost până la 23 februarie 2011 doctor în științe juridice, titlu obținut prin o disertație în drept și științe politice la Universitatea din Bayreuth. În februarie 2011 profesorul de drept din Bremen Andreas Fischer-Lescano a afirmat în revista "Kritische Justiz" că pasaje întregi din lucrarea de doctorat a lui zu Guttenberg ar fi copiate integral sau doar cu minime modificări din lucrări mai vechi ale altor autori. S-a afirmat că pasaje de text, suspectate de plagiat, ar fi fost identificate în cadrul a 271 de pagini din lucrarea sa de doctorat. O investigație ulterioară a „Cazului Guttenplag” a constatat 1218 de fragmente plagiate, din 135 de surse, pe 371 din 393 de pagini (94,4%), în 10421 de rânduri (63,8%).
Inițial, zu Guttenberg a respins acuzația de plagiat, dar problema lucrării sale de doctorat a început să influențeze viitorul său politic, ea devenind o temă curentă a lunii februarie 2011 în mass-media germane. La 18 februarie 2011 zu Guttenberg a anunțat că, temporar, renunță să poarte titlul de doctor. Apoi, la 21 februarie, a făcut cunoscut că renunță definitiv la titlu și că a cerut Universității din Bayreuth să i-l revoce. Totuși, renunțarea la titlul de doctor nu este prevăzută de legi și deci nu a avut nicio valoare. La data de 23 februarie Universitatea a făcut cunoscut prin președintele ei, R. Bormann, că titlul de doctor acordat lui zu Guttenberg nu mai este recunoscut, constatându-se încălcarea de către acesta a regulamentului academic universitar, prin plagiat. Această revocare nu a dus formal la nicio schimbare privitoare la postul de ministru deținut de zu Gutenberg, dar opoziția politică din parlamentul german i-a cerut deschis demiterea, din cauza plagiatului.
La 24 februarie 2011 a apărut pe internet un document intitulat „Causa Guttenberg – Scrisoare deschisă a unui grup de doctoranzi adresată Cancelarului federal”, care a fost semnat online într-o săptămână de mai mult de 60.000 de persoane.
Cu tot sprijinul cancelarei Angela Merkel, CDU, la 1 martie 2011 ministrul german al apărării (între 28.10.2009 - 01.03.2011) s-a văzut forțat să demisioneze din toate funcțiile politice. Până la numirea unui nou ministru al apărării a îndeplinit mai departe funcția de ministru, dar numai interimar.

## Literatură
- Anna von Bayern: Karl-Theodor zu Guttenberg. Aristokrat, Politstar, Minister. Ediția a II-a, Fackelträger-Verlag, Köln 2010, ISBN 978-3-7716-4453-6.
- Oliver Lepsius, Reinhart Meyer-Kalkus (Ed.): Inszenierung als Beruf. Der Fall Guttenberg. Suhrkamp, Frankfurt am Main 2011, ISBN 978-3-518-06208-1.
- Eckart Lohse, Markus Wehner: Guttenberg. Biographie. Droemer Knaur, München 2011, ISBN 978-3-426-27554-2.
- Roland Preuß, Tanjev Schultz: Guttenbergs Fall. Der Skandal und seine Folgen für Politik und Gesellschaft. Gütersloh 2011, ISBN 978-3-579-06672-1.
- Klaus Stuttmann: Ohne Titel: Vom Aufstieg und Fall des Karl-Theodor zu Guttenberg; (und auch ohne Amt)  (o colecție de caricaturi). 2011, ISBN 978-3-941-36213-0.
- Karl-Theodor zu Guttenberg în dischție cu Graf von Nayhauß: Mit Missverständnissen muss man leben. In: Mainhardt Graf Nayhauß (Hrsg.): Größenwahn und Politik. Köln 2012, S. 30-35 ISBN 9783941118959.